# Enrichetta Di Lorenzo
Enrichetta Di Lorenzo (Orta di Atella, 5 giugno 1820 – Napoli, 9 dicembre 1871) è stata una rivoluzionaria e patriota italiana.

## Biografia
Enrichetta Di Lorenzo nacque il 5 giugno 1820 nei pressi di Aversa da una famiglia di piccola nobiltà (il padre era il marchese Raffaele Di Lorenzo di Atella la madre la marchesina Elena Muti di Firenze).  A soli 17 anni, nonostante avesse già conosciuto Carlo Pisacane, fu spinta dalla famiglia a sposare il conte Dionisio Lazzari con un matrimonio celebrato il 16 gennaio 1838, ma il marito più anziano di lei e che non condivideva i suoi stessi interessi culturali cercava solo una moglie "servile" da esibire in società.  Da questo matrimonio Enrichetta ebbe cinque figli: Elisabetta (nata nel 1839 e deceduta nel 1844(fonte archivio di stato di Napoli; di questa bambina Enrichetta ne parla in una lettera a Carmelita Fe Manara che nel 1852 aveva perduto il figlio Giuseppe di 5 anni), Maria Maddalena (di cui non sono riuscita a rintracciare il certificato di nascita, ma che dai riferimenti presenti nelle lettere della madre dovrebbe essere nata nel 1840, sposatasi nel 1866 con il conte Guglielmo Capitelli e deceduta nel 1880), Giuseppe (nato il 13 novembre 1842), Eugenio (nato il 30 agosto 1844) ed infine Ernesto (nato il 29 novembre 1845 e deceduto il 19 giugno 1846), anche se il marito non le permise di occuparsi di loro.
A 24 anni Enrichetta rincontrò Carlo Pisacane, cugino di suo marito. Nonostante i due nascondessero la loro relazione contrassegnata da un amore reciproco e sincero, nel 1846 Lazzari inviò dei sicari sotto casa di Pisacane il quale venne ferito, ma non in modo grave e venne curato anche da Enrichetta.
Nel febbraio del 1847 Enrichetta e Carlo decisero di fuggire destando scalpore e inseguiti dalla polizia borbonica. In quel momento lei aspettava già un bambino da Carlo. Dopo una tappa a Livorno, finalmente riuscirono a raggiungere Londra e poi Parigi dove si ambientarono bene tra gli esuli italiani, tra cui Guglielmo Pepe e Gabriele Rossetti e gli intellettuali del posto come George Sand. In questo periodo, attraverso la sua corrispondenza, Enrichetta criticò "quella ipocrisia morale e sociale che costringeva le donne alla schiavitù, quei matrimoni combinati con cui si salvava l'ideologia dell'onore famigliare a discapito dei sentimenti individuali, quella famiglia patriarcale dove nulla era concesso alla donna se non l'obbedienza cieca [...]".
Proprio a Parigi però, i due furono arrestati dalla polizia francese. Finirono entrambi in carcere dove, nonostante i tentativi di persuasione dell'ambasciatore di Napoli a Parigi, Enrichetta decise di restare con Carlo. 
Dai registri dello stato civile ricostituito di Parigi non risulta alcuna nascita, anche se in Francia all'epoca era obbligatorio registrare anche i bambini nati in anticipo che non sopravvivevano al parto e che venivano indicati nell'atto di nascita come enfant sans vie di sesso femminile o maschile senza l'attribuzione di un nome. Una ricerca negli archivi storici del comune di Marsiglia dimostra però che nel registro annuale delle nascite risulta una Pisacane Catherine Henriette Clémentine nata nel 1847 (atto del 30 novembre del registro delle nascite del comune di Marsiglia, figlia di Pisacane Charles Michel Vincent, la francesizzazione del nome era normale all'epoca: anche Maroncelli nel registro dei matrimoni di Parigi risulta come Maroncelli Pierre)
La detenzione non durò a lungo, comunque, perché, secondo le leggi dell'epoca, non si poteva trattenere una donna per adulterio se non su richiesta del legittimo coniuge. Dionisio Lazzari non sporse all'epoca una denuncia per adulterio, ma denuncio' solo la moglie per aver sottratto al momento di partire alcuni gioielli e 200 ducati: oggetti e somma facevano parte della dote di Enrichetta, ma di cui secondo gli accordi matrimoniali  lei non sarebbe stata autorizzata a disporre, in modo da evitare i guai legati al suo tentato assassinio di Carlo. Furono quindi inseguiti dalle autorità per aver utilizzato passaporti con nomi falsi per il viaggio via mare tra Napoli e Livorno.
Successivamente Pisacane si arruolo' ad ottobre del 1847 nella Legione Straniera e venne inviato in Algeria, mentre Enrichetta tentava una mediazione con la famiglia d'origine, la quale però non ebbe successo tanto che anche lei un paio di mesi dopo decise di raggiungere il marito e di arruolarsi come infermiera per non restare da sola a Marsiglia con la bambina in ristrettezze economiche. Nel frattempo nacque la figlia Carolina che però morì in giovane età (Caroline Henriette Clemence Pisacane nata a Marsiglia il 30 settembre 1847 e deceduta sempre a Marsiglia il 17 febbraio 1848, registrata come figlia legittima di Pisacane Charles Michel Vincent, nel certificato di morte risulta che il padre al momento del decesso è sottotenente nella Legione Straniera ed è residente ad Oran).
In seguito alle agitazioni in Francia, Carlo ottenne 2 anni di congedo non pagato dalla Legione Straniera e si recò a Parigi con Enrichetta per partecipare all'insurrezione del giugno 1848 in seguito alla quale Luigi Filippo d'Orléans abdicò al trono. Nel frattempo soffiava aria di rivolta anche in Italia: Pisacane e Carlo Cattaneo parteciparono ai moti milanesi contro gli austriaci. Pisacane però venne ferito durante una delle battaglie della prima guerra di Indipendenza e da Tremosine venne trasferito a Salò dove ricevette le cure di Enrichetta.

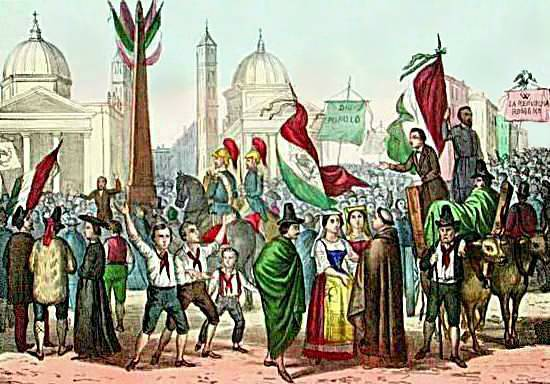
Proclamazione della Repubblica Romana (1849)

### Partecipazione ai fatti della Repubblica Romana
Nel frattempo, nel 1849 viene instaurata la Repubblica romana, dove Enrichetta partecipa concretamente, combattendo con Carlo nella zona del Gianicolo e occupandosi, assieme ad altre patriote tra cui Cristina di Belgiojoso, della cura dei feriti attraverso un sistema di cure efficienti ed ospedali mobili. Enrichetta viene infatti nominata "direttrice delle ambulanze". 
Per raccontare l'esperienza di questi ospedali e la partecipazione dei romani a quell'iniziativa, Enrichetta scrisse un articolo sul Monitore Romano firmandosi Enrichetta Pisacane.
La Repubblica romana, sebbene avesse destato un grande entusiasmo patriottico, durò solo cinque mesi. Quando ormai si era sicuri della vittoria delle incombenti truppe Francesi, Enrichetta tentò di convincere Carlo Pisacane ad abbandonare la lotta, ma lui persistette e venne arrestato e rinchiuso a Castel Sant'Angelo. Enrichetta quindi si spese per ottenere la sua liberazione. Seguì un breve periodo di crisi e separazione tra i due.

### La separazione e il riavvicinamento a Carlo
Tornata a Genova, fu costretta a vivere da sola in una camera d'albergo, ricevendo ogni mese la cifra di 40 ducati frutto delle rendite della sua dote, assegno concesso dal conte Lazzari nel loro accordo di separazione purché lei e Carlo vivessero separati.
In una lettera del 9 ottobre 1850  nel pieno della loro crisi sentimentale quando lei si sentiva attratta da Enrico Cosenz  scrisse a Carlo: "Il tuo anello e i capelli una sola volta pensai di toglierli": Enrichetta portava all'epoca l'anello che le aveva regalato Carlo in cui all'interno era incisa la frase "Al mio unico amore per sempre" e un medaglione con il ritratto di Carlo a 19 anni, l'epoca del loro breve fidanzamento ed una ciocca dei suoi capelli.

### Morte di Carlo e ultimi anni
Dopo un periodo a Genova, dove il 9 novembre 1852 nacque la figlia Silvia Pisacane inizialmente non accettata da Carlo che nella difficile situazione dell'esilio la riteneva "un equivoco" (come scrisse in una lettera a Carlo Cattaneo del 18 gennaio del 1853), ma poi riconosciuta, accettata e amata come frutto del ritrovato amore per Enrichetta. Lei e Carlo si recarono a Torino dove Carlo progettò galleria e stazione di Valenza sulla tratta ferroviaria Novara -Savona, lavoro che in seguito lasciò per contrasti con l'ingegnere Cesare Rovere responsabile dell'intero progetto. A Torino Carlo tornò nel 1856 per il progetto della linee ferroviarie Fossano-Mondovì e Mondovì-Ceva (in un biglietto del 18 gennaio 1857 indirizzato ad Enrichetta scrive, infatti, che tornerà a casa tardi perché lui e l'altro ingegnere, Amedeo Peyron, hanno iniziato "il lavoro da tavolino", ma stanno "aspettando dei disegni da Mondovì") A Torino, nonostante l'opposizione di Enrichetta probabilmente conscia della disorganizzazione dell'impresa , organizzò la spedizione di Sapri in seguito alla quale lui trovò la morte nel 1857.
Enrichetta assieme alla piccola Silvia tornò a Genova, dove vissero in condizioni di povertà. Dopo l'Unità d'Italia finì l'esilio di Enrichetta da Napoli e Garibaldi fece approvare un decreto per un assegno per il mantenimento di Silvia, la quale venne poi adottata dal ministro Giovanni Nicotera, uno dei pochi superstiti della strage di Sapri. Enrichetta collaborò, a partire dal 1862, con il "Comitato di donne per Roma capitale".
Enrichetta di Lorenzo morì a Napoli nel 1871 e riposa nella tomba di famiglia del ministro Nicotera.